# Ernst Haeusserman
Ernst Heinz Haeusserman, geboren als Ernst Häussermann, (* 3. Juni 1916 in Leipzig; † 11. Juni 1984 in Wien) war ein österreichischer Theaterdirektor, Regisseur, Schriftsteller und Filmproduzent.

## Leben
Ernst Häussermann war ein Sohn des Burgschauspielers Reinhold Häussermann (1884–1947) und der Melanie Sachs. Er besuchte das Schottengymnasium und studierte anschließend unter dieser Schreibung seines Namens an der Staatsakademie für Musik und darstellende Kunst in Wien. 1934 debütierte er am Wiener Burgtheater in Sil-Varas Caprice. Der beliebte jugendliche Schauspieler, der auch bereits mit seinem Vater im Film Ein Stern fällt vom Himmel (1934) gespielt hatte, blieb bis 1938 Mitglied des Burgtheaterensembles.
Nach dem Anschluss Österreichs 1938 musste er wegen seiner jüdischen Herkunft 1939 in die USA emigrieren, wo er Johanna „Hansi“ Lothar (1918–1945) heiratete. Die Tochter von Ernst Lothar aus dessen erster Ehe war als ebenfalls rassisch Verfolgte über die Schweiz und Paris mit ihrem Vater bereits 1938 nach Amerika geflüchtet und arbeitete als Privatsekretärin Max Reinhardts.
In Amerika nahm er die Namen „Ernst Haeusserman“ oder „Ernst Hausman“ an und wirkte in einem Dutzend Filmen in Rollen mit, die meist so klein waren, dass sein Name gar nicht erwähnt wurde. Bedeutungsvoller jedoch war, dass er als Regieassistent bei Max Reinhardt arbeiten und Regiearbeit lernen konnte.
Nach seiner Rückkehr nach Österreich als amerikanischer Staatsbürger war der Kulturoffizier der US-Besatzungsmacht zunächst Programmdirektor des Senders Rot-Weiß-Rot in Salzburg und von 1948 bis 1953 als Leiter der Film-, Theater- und Musikabteilung der US-Botschaft in Wien tätig, wo ihm das amerikanisch geführte Kosmos-Theater ebenso unterstand wie das US-Wandertheater. Im Laufe seiner weiteren Karriere war er Direktor von Österreichs bekanntesten Theatern: von 1954 bis 1958 zusammen mit Franz Stoß am Theater in der Josefstadt, von 1959 bis 1968 am Burgtheater – „als Direktor des Burgtheaters 1959–68 pflegte er vor allem das klassische Theater und insbesondere Johann Nestroy, Franz Grillparzer, Arthur Schnitzler und Hugo von Hofmannsthal“ – und ab 1977 bis zu seinem Tod 1984 wieder – diesmal allein – am Theater in der Josefstadt und den angeschlossenen Kammerspielen sowie dem Kleinen Theater im Konzerthaus. Während dieser ungemein produktiven Jahre gelangten unter Haeussermans Leitung 533 Stücke von 295 Autoren zur Aufführung. Mit ihm als Theaterchef, so Rolf Hochhuth, ging eine Ära zu Ende, als er  „der Letzte seiner Generation überhaupt, nicht nur in Österreich“ war, „der noch jenen Dichtern die Treue hielt ..., die mit Max Reinhardt, Haeussermanns entscheidendem Lehrherrn ..., einst die Bretter betreten hatten“.
Haeusserman war aber auch ab 1961 als Direktoriumsmitglied der Salzburger Festspiele Direktor der Theatersektion. Nach Jahren als Lehrbeauftragter war er ab 1965 Professor an der Hochschule für Musik und darstellende Kunst in Wien, wo er am 24. Februar 1966 seine Antrittsvorlesung mit dem Titel „Film und Fernsehen – Kunst oder Kunstgewerbe“ hielt. Ab 1975 leitete er zusammen mit Marcel Prawy das Institut für kulturelles Management und führte Regie bei einer Reihe von (TV-)Filmen. Beliebter Treffpunkt sowohl in Wien als auch in Salzburg war sein Stammtisch, an dem sich nicht nur Theaterleute trafen. Während seiner Burgtheaterdirektion studierte der Hochschulprofessor als reifer Werkstudent an der Universität Wien Theaterwissenschaften und wurde 1966 beim inzwischen „entnazifizierten“ Heinz Kindermann mit seiner Dissertation „Max Reinhardts Theaterarbeit in Amerika“ zum Dr. phil. promoviert. Zwei Jahre danach erschien von dem früheren Emigranten überdies eine Biografie über Herbert von Karajan (angeblich mit einem faktischen Irrtum bezüglich dessen Großvater).
Haeusserman hat außer seiner Pflege der Klassiker sowie der österreichischen Dramatiker der Vergangenheit sich auch durchaus um zeitgenössische Dramatiker gekümmert, so verdankt etwa Felix Mitterers Veränderungen (1979) ihm die Entstehung, er war andererseits aber zusammen mit Hans Weigel und Friedrich Torberg auch für den Brecht-Boykott verantwortlich, im Zuge dessen Bertolt Brecht zwischen 1956 und 1963 auf Wiener Bühnen nicht gespielt wurde. In zweiter Ehe war er seit 1954 mit der Burgschauspielerin Susi Nicoletti verheiratet.
Sein ehrenhalber gewidmetes Grab befindet sich wie das Grab seines Vaters auf dem Döblinger Friedhof in Wien (Gruppe 37, Reihe 1, Nummer 24), wo er neben seiner Frau Susi Nicoletti ruht. Im Jahr 1977 wurde in Wien-Landstraße (3. Bezirk) der Haeussermannweg nach ihm und seinem Vater Reinhold Häussermann benannt.

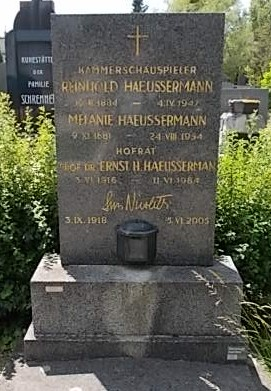
Grabstätte Ernst Haeusserman

## Schriften
- Mein Freund Henry. Dokumentarroman. Zsolnay, Wien-Hamburg 1983, ISBN 3-552-03505-2.
- Herbert von Karajan. Biographie. Bertelsmann, Gütersloh 1968.
Neubearbeitete und ergänzte TB-Auflage: Goldmann, München 1983, ISBN 3-442-33100-5.
- Herbert von Karajan. Mit Diskographie und Register. Molden, Wien 1978, ISBN 3-217-00793-X.
- Im Banne des Burgtheaters. Reden und Aufsätze. Hg. und eingeleitet von Jacques Hannak. Europa-Verlag, Wien-Frankfurt-Zürich 1966.
- Die Burg. Rundhorizont eines Welttheaters. Hans Deutsch, Wien-Stuttgart-Basel 1964.
- Das Wiener Burgtheater. Mit 13 Farbbildern von Erich Lessing und 192 Schwarzweißbildern. 2. Auflage. Molden, Wien-München-Zürich 1975, ISBN 3-217-00517-1.
- Von Sophokles bis Grass. Zehn Jahre Burgtheater. Europa-Verlag, Wien-Frankfurt-Zürich 1968.

## Filmografie
Als Darsteller:
- Ein Stern fällt vom Himmel (1934, R: Max Neufeld)
- Címzett ismeretlen (1935, R: Béla Gaàl)
- Hitler’s Madman (1943)
- Calcium (1972)
- Noch mal von vorn (1970)
- Der Große Zauberer – Max Reinhardt (1973) (TV)

Als Regisseur (Dokumentarfilme/TV-Filme):
- Pepi Columbus. Dokumentarfilm (1954)
- Weh dem, der lügt (1972)
- Fräulein Else (1974)
- Der Raub der Sabinerinnen (1976)
- Berggasse 19 (1979)
- Der Traum ein Leben (1981)

## Auszeichnungen
- 1957: Berufstitel Professor[8]
- 1968: Ehrenmitglied des Burgtheaters
- 1976: Berufstitel Hofrat
- Großes Bundesverdienstkreuz (29. September 1978)[13]
- 1981: Ehrenring der Stadt Wien
- 1982: Großes Goldenes Ehrenzeichen für Verdienste um die Republik Österreich[14]
- 1982: Großes Ehrenzeichen des Landes Salzburg
- Grillparzer-Ring